# Aïkido
Vous lisez un « bon article » labellisé en 2008.
L'aïkido (合気道, aikidō) est un art martial japonais (budō), fondé par Morihei Ueshiba ōsensei entre 1925 et 1969.
L'aïkido a été officiellement reconnu par le gouvernement japonais en 1940 sous le nom d’aikibudō et sous le nom aikido en 1942 donné par la « Dai Nippon Butoku Kai », organisme gouvernemental visant à regrouper tous les arts martiaux japonais pendant la guerre. Il a été créé à partir de l'expérience que son fondateur avait de l'enseignement des koryu (écoles d'arts martiaux anciennes), essentiellement l'aikijutsu de l'école daitō ryū et le kenjutsu (art du sabre japonais). L'aïkido est né de la rencontre entre ces techniques de combat et une réflexion métaphysique de Morihei Ueshiba sur le sens de la pratique martiale à l'ère moderne.
L'aïkido se compose de techniques avec armes et à mains nues utilisant la force de l'adversaire, ou plutôt son agressivité et sa volonté de nuire. Ces techniques visent non pas à vaincre l'adversaire, mais à réduire sa tentative d'agression à néant.
L'aïkido peut être considéré comme la concrétisation du concept de légitime défense : une réaction proportionnée et immédiate à une agression. En fait, dans l'esprit de l'aïkido, il n'y a pas de combat, puisque celui-ci se termine au moment même où il commence. Conformément à cette logique, il n'existe pas de compétition d'aïkido excepté dans le style Shodokan fondé par Kenji Tomiki (et de ce fait appelé aussi Tomiki ryu, École Tomiki).
De plus, l'aïkido est aussi intimement lié à la religion Shinto. En 1942, O Sensei Morihei Ueshiba érigea à Kasama (ville située au nord-est de Tokyo) un sanctuaire dédié aux 42 dieux et déesses protecteurs de l'aïkido : l'Aïki-jinja (合気神社) est aujourd'hui classé monument historique.

## Historique de l'aïkido

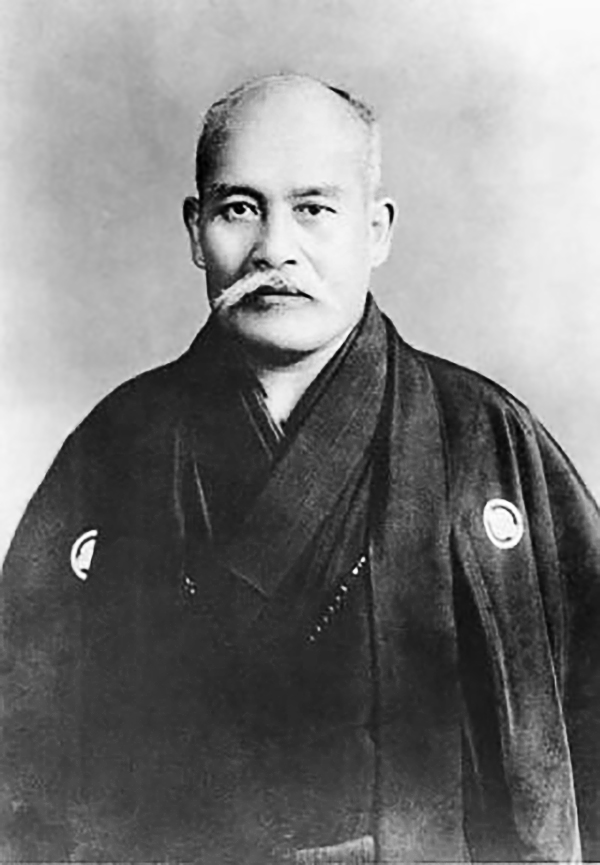
Maître Ueshiba, fondateur de l'aïkido.

Comme la plupart des budō modernes (judo, karaté, kendo…), l'aïkido est l'héritier des arts martiaux développés durant les périodes de guerre, qui furent modifiés lors des périodes de paix (ère Tokugawa) et de la disparition de la classe des samouraïs (restauration de Meiji).
Morihei Ueshiba était un fervent pratiquant shinto, il fut également initié à la religion Ōmoto-kyō, au bouddhisme Shingon et au Kototama. Il avait par ailleurs une expérience réelle de la guerre : il participa à la Guerre russo-japonaise, et nombre de ses élèves moururent durant la Seconde Guerre mondiale. Son parcours, emblématique d'une authentique réalisation spirituelle, passant de techniques guerrières visant à tuer rapidement un adversaire à un art visant l'accomplissement de l'être humain, le conduisit à recevoir la révélation de nouvelles techniques martiales, et à devoir nous transmettre l'« art de paix », dont le but serait d'améliorer l'Homme, d'un point de vue physique mais surtout comportemental (tolérance et paix) et spirituel.

## Le mot aïkido

Calligraphie des trois caractères formant le terme « aikido », de haut en bas : ai, ki, dō.

Le terme aïkido (aikidō en japonais) est composé de trois kanjis signifiant :
- 合 ai : du verbe au, concorder ; harmonie ;
- 気 ki : énergie ;
- 道 dō : la voie.

Aïkido peut donc se traduire par « la voie de la concordance des énergies ».
En effet, le terme « concordance » est plus près du sens japonais original de l’aiki comme étant une action de rencontre (explicité dans la composition du kanji) que le terme « harmonisation ». L’« harmonie » peut être le résultat souhaité de la pratique de l'aïkido, mais on ne fait pas d'aïkido sans faire concorder les énergies. Comme le fait remarquer Olivier Gaurin, l'aïkido, par la concordance (« mettre les cœurs ensemble »), amène à un résultat où il sera possible de communiquer avec l'« adversaire », chose impossible si on a dans l'idée de l'harmoniser (« amener à une entente, se mettre d'accord », ce qui peut être impossible) ou de le détruire. Un autre problème soulevé est qu'« harmonie » implique souvent une notion d'amitié ou de paix, ce qui est superflu (on ne peut pas être aimé par tout le monde, même si l'on aime soi-même tout le monde). Par exemple, les Japonais utilisent le mot wagō (和合) pour « harmonie », terme composé de « paix » et de « concorder » : en concordant vers la paix, on crée l'harmonie.
Cependant, d’après le fils de Morihei Ueshiba, Kisshomaru Ueshiba, tout l’accent de l’Aïkido était mis « sur sa nature essentielle : l’amour. » Le traducteur souligne d’ailleurs que « le premier signe de l’Aïkido « aï » qui signifie harmonie se lit de la même façon que le signe « amour ». Morihei insista de plus en plus sur l’imbrication de ces deux sens. »
Kisshomaru Ueshiba rapporte aussi les propos du fondateur au cours d'une visite à Hawaï : « Je crois que l'aiki - qui naît de l'étude des arts martiaux - peut unir les peuples et donne au Monde son harmonie, dans le véritable esprit du budo, en le baignant d'une force immuable d'Amour.»

## Le terme «aïkidoka»
« Aïkidoka » (合気道家, aikidōka) est la dénomination que reçoivent les pratiquants de l'aïkido. S'il suffit, en dehors du Japon, d'être un pratiquant pour être appelé ainsi, le terme exact est en réalité aikishugyosha, autrement dit, étudiants de l'aïkido.
 Au Japon, le terme implique un professionnel qui se voue uniquement à cet art.
Ailleurs, l'usage a cependant conservé une appellation similaire avec les autres arts martiaux japonais, comme les judokas et les karatékas.

## Pratique de l'aïkido

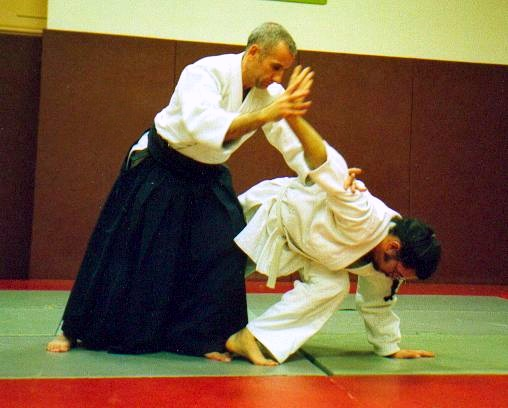
Tachi waza nikyō omote
c.-à-d. technique debout, deuxième principe, forme avant (omote).

L'aïkido est pratiqué par des femmes et des hommes de toutes tailles et âges. Le but de la pratique est de s'améliorer, de progresser (techniquement, physiquement et mentalement) dans la bonne humeur (le fondateur Morihei Ueshiba insistait beaucoup sur ce point). Ne sont montrées que des techniques respectant le partenaire,,. La complexité de cet art demande un haut niveau de pratique dans son utilisation en combat réel. S'il est vrai que les techniques de base reposaient sur des pratiques académiques classiques et étaient adaptées à un style combatif, il reste que l’aïkido n’est pas une pratique qui vise en premier à la bagarre de rue mais un art martial qui prépare autant physiquement (souplesse, rapidité, musculature), mentalement (rester calme en toutes circonstances) que techniquement (respecter la distance de sécurité, trouver l'ouverture, se placer, gérer plusieurs attaques simultanées) au combat en toute situation. Si l'aïkido est une activité physique, voire sportive, il dépasse ce point de vue en intégrant une vision de l’Homme.
Il existe différents styles d'aïkido répondant à différentes aspirations. Le style le plus répandu est celui initié par le propre fils du fondateur, Kisshomaru Ueshiba, style connu sous le nom d'Aikikai. Cependant, pour comprendre l’existence d’écoles différentes, il faut prendre en compte le fait que le fondateur de l’aïkido a créé cet art martial et l’a développé tout au long de sa vie. S’il fut un soldat patriote et brillant dans les années 1930, contribuant à la militarisation des esprits en lien avec des organisations secrètes comme la Société du Dragon Noir ou des politiciens d'extrême-droite tels Oawa Shumei, Inoue Nissho et Kozaburo Tachibana, tous membres du groupe ultranationaliste Sakurakai dont certaines des reunions avaient lieu au Ueshiba Dojo, le fondateur de l'aïkido fut profondément bouleversé par l'usage de l'arme atomique en août 1945 et la défaite japonaise qui lui suivit et devint dès lors un pacifiste convaincu,. Si le patriotisme de Ueshiba ne prête pas à controverse, son pacifisme est bien plus accrédité par ses propos humanistes (voir dans les notes le propos tenu à Morihiro Saito venu requérir son enseignement) et par sa contribution aux orientations de l'évolution de l'aïkido que par ses engagements auprès de Onisaburo Deguchi gendre de Nao fondatrice de l'Omoto Kyo organisation sectaire dont les discours pacifiques et internationalistes se doublaient d'idéologies et de pratiques à caractère fascisant. L'aïkido devient le premier art martial japonais à être autorisé par les Autorités américaines qui occupent le Japon en 1948 (création de l'Aïkikaï Hombu dojo) et Ueshiba Senseï situe lui-même dans son interview de 1957 sa conversion au pacifisme vers 1950. En cela il suit parfaitement l'allocution de l'empereur Hirohito lors de la capitulation qui encourageait son peuple à « ouvrir la voie à une ère de paix grandiose pour toutes les générations à venir ».
Morihei Ueshiba eut de nombreux disciples, dont certains ont propagé des techniques en perpétuelle évolution. En simplifiant, on distingue trois périodes : celles d'avant-guerre très dures et visant avant tout l'efficacité, puis celles des années Iwama 1942-1952 plus fluides mais conservant atemis et armes, et enfin la dernière période beaucoup plus souple encore. Dans cette dernière période, le fondateur privilégie Ikkyo ura sur Shomen à la place de Ikkyo omote. Chaque disciple d'O Senseï a développé une version, maintenant une évolution constante.
Tadashi Abe, de retour au Japon, ne reconnaît pas l'aïkido qu'il avait appris à l'Aïkikaï et le quitte. D'autres maîtres enseignent selon leurs sensibilités, créant des styles et des écoles différentes. En France, on compte une vingtaine de styles.
À Iwama, au dojo de Saïto Mohiro senseï, on estime que l'aïkido est né en 1942 et on y préserve cette version des origines. Pour ce courant, la simplification qui suivit répondait à un intérêt de popularisation,. Ainsi Saïto senseï a-t-il été surpris de découvrir que les techniques du livre Budo de 1938 étaient exactement celles qu'a pratiquées Ueshiba senseï avec lui pendant des années, sachant que Saïto a commencé l'aïkido en... juillet 1946,,.

## La pratique

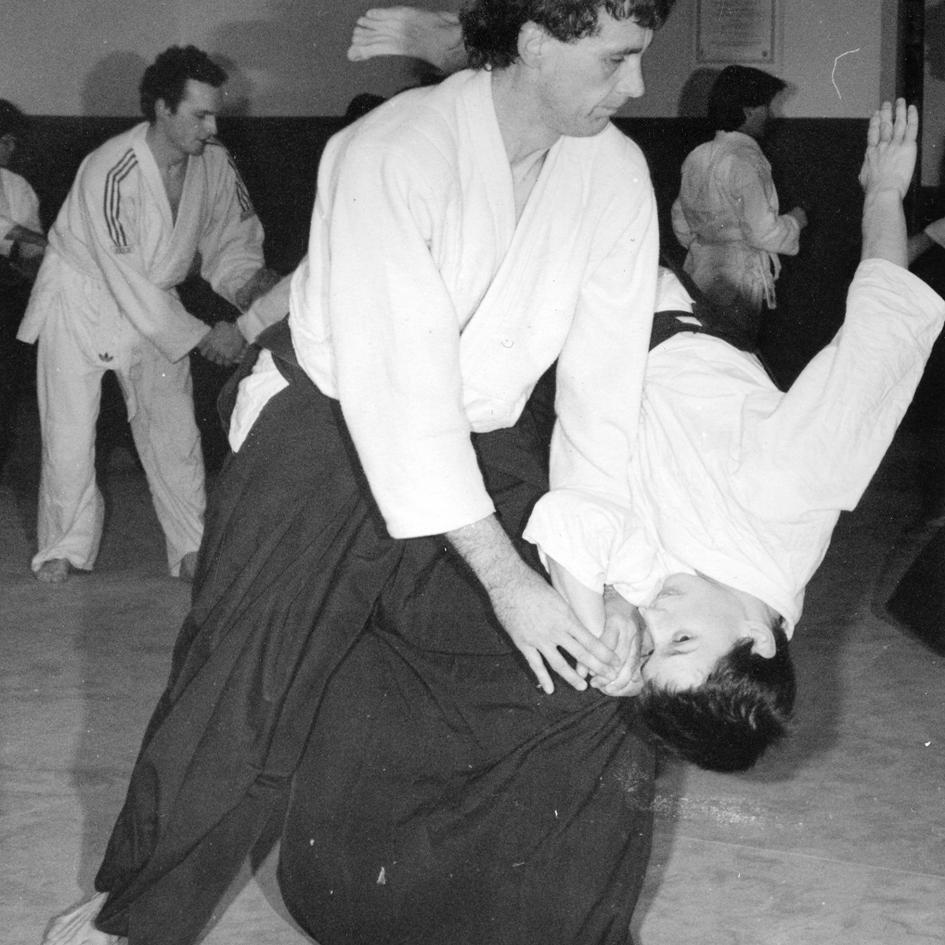
Shiho nage ou projection dans les quatre directions.

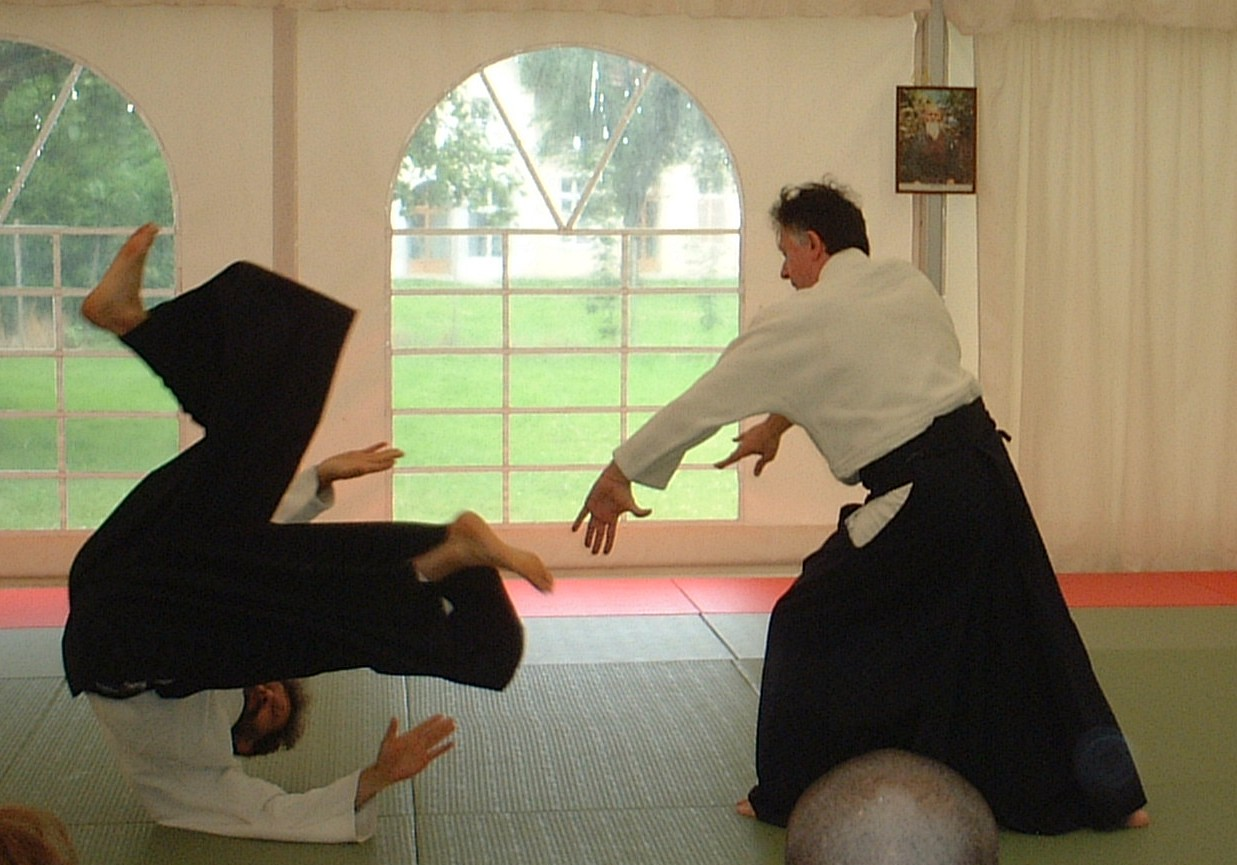
Kokyu nage ou projection « par la respiration ».

Le fondateur de l'aïkido ne voulait pas entendre parler de compétition. L'accent est mis sur le développement complet de l'individu. Pendant les cours, les élèves observent l'enseignant faire la démonstration d'une technique et travaillent ensuite avec un partenaire pour la répliquer. Ils améliorent ainsi leur technique et leur compréhension de l'art. Le mouvement, le positionnement, la précision et le rythme sont tous des aspects importants dans l'exécution des techniques. Les élèves gagnent également en souplesse et en adaptation en les appliquant.
Au niveau débutant, les aïkidokas s'entraînent par deux. L’« attaquant » (uke, littéralement « celui qui accepte, qui chute », également appelé aite, littéralement « celui qui prête sa main ») déclenche une attaque contre le « défenseur » (tori « celui qui saisit », également appelé shi et parfois nage « celui qui projette » ou encore shite « celui qui exécute »), qui la neutralise avec une technique d'aïkido.
En Ki Aïkido, nage et uke sont utilisés pour indiquer qui va se défendre (et projeter ou contrôler l'autre) et qui attaque (et qui va « recevoir » la technique d'aïkido).
En général, la technique est étudiée de la manière suivante : le professeur montre le mouvement, puis le partenaire aite attaque tori quatre fois (deux fois de chaque côté : gauche et droite alternativement), puis les partenaires échangent les rôles pour 4 nouvelles attaques et ainsi de suite. Lorsque plusieurs mouvements ont été vus à partir d'une même attaque, le professeur peut faire travailler en « technique libre » (jiyū waza) : les rôles aite et tori ne changent pas, aite se relève après chaque mouvement et réattaque immédiatement tori qui applique la technique qu'il veut ; le placement et le mouvement du corps ainsi que l'endurance (cardio-vasculaire) sont alors travaillés. Parfois, tori est assailli par plusieurs aite, afin de travailler la réponse à une attaque de groupe (ce travail se nomme randori bien qu'il soit différent du combat libre pratiqué au judo).

### Composantes d’un mouvement
Les mouvements d'aïkido partent de l'attaque d'un des deux partenaires, attaque déclenchée de sa propre initiative par ce partenaire (uke) ou suscitée par le pratiquant qui va appliquer la technique (tori). Cette attaque peut consister en un coup, une saisie ou une combinaison des deux. Coups et saisies visent en général la partie supérieure du corps.
Il y a ensuite trois ou quatre parties qui se retrouvent toujours à la genèse d'une technique d'aïkido même si des variations peuvent être observées d'un style à un autre :
- l'absorption : au moment où l'énergie de l'attaque de aite se libère (l'attaque part), tori bouge[23] pour modifier la cible ou la trajectoire de l'attaque. C'est dans cette phase que tori s'approprie l'attaque de aite au lieu de la subir.
- L'entrée : tori s'esquive par un pivot, avançant sur son côté, etc. Les possibilités sont nombreuses. Il peut également attaquer pour obliger aite à une réaction de défense et exploiter cette dernière par la suite.
- Le déséquilibre : par ses déplacements et mouvements tori dirige, entretient et amplifie le déséquilibre[24] en utilisant l'énergie cinétique et la force de celui-ci.
- L'immobilisation ou la projection : tori projette ou immobilise aite. L'immobilisation s'obtient à l'aide d'une clef (au bras, au poignet…). La projection s'obtient à l'aide de différents contrôles[25] au niveau du corps de aite (tête, coude, poignet…) privant ou dissuadant ce dernier de toute autre issue que la chute au sol.

### Richesse des combinaisons de mouvements
« Il y a environ 3 000 techniques de base et chacune d’entre elles a 16 variantes… ainsi il en existe quelques dizaines de milliers. Et selon la situation, vous en créez de nouvelles. »

— Morihei Ueshiba

#### Omoteetura- 表 裏
La plupart des techniques peuvent être réalisées selon deux variantes. Le terme omote désigne les techniques exécutées en entrant face à l’adversaire et ura celles exécutées en entrant derrière l’adversaire(en tournant). Elles correspondent à des possibilités différentes selon l'attaque du partenaire et également à un état d'esprit particulier.
Les techniques omote augmentent donc le risque, car elles exigent d'entrer dans l'attaque de l'adversaire. Leurs réussites requièrent souvent de porter, généralement de manière symbolique, un atemi (un coup) pour déséquilibrer l'adversaire, le surprendre, le forcer à réagir.

#### Irimiettenkan- 入身 転換
C'est le mouvement des hanches (koshi) de tori qui constitue le principal moteur des techniques, que ce soit pour s'approcher (irimi, « entrer ») ou pour tourner (tenkan). En effet, c'est au niveau des hanches que se situe le centre de gravité d'une personne se trouvant dans une position stable. Le reste du corps (torse, bras) ne sert qu'à relier les hanches de uke à celles de tori pour leur transmettre le mouvement et provoquer la chute. Dans la symbolique japonaise, c'est le seika tanden (le « centre des énergies », situé dans le ventre hara, donc associé aux hanches) de tori qui est le centre du mouvement.
Tous les mouvements ont donc une combinaison irimi-tenkan. La rotation (tenkan) est parfois appelée tai sabaki (rotation du corps) ou koshi sabaki (rotation des hanches, puisque le mouvement du corps est en fait le mouvement des hanches).
Les techniques peuvent utiliser entre autres :
- uniquement le principe irimi : tori se rapproche de uke ce qui lui permet d'esquiver l'attaque (l'attaque passe « derrière » tori) et de le déséquilibrer (de « prendre son centre ») ; ce sont les techniques les plus directes, mais aussi les plus compliquées à mettre en œuvre, le principal défaut des débutants étant leur tendance naturelle à entrer en utilisant la force ;
- uniquement le principe tenkan : le corps s'efface, laissant passer l'attaque, et tori guide aite ; aite suit une trajectoire circulaire dont le centre est tori ;
- une combinaison irimi-tenkan : tori entre puis pivote ;
- une combinaison tenkan-irimi : tori pivote, puis entre pour prendre le centre de aite.

La majorité des techniques se déclinent en version irimi et tenkan. Les techniques à réaliser pour un passage de ceinture peuvent montrer les deux versions ou se limiter à une.

#### Techniques debout et à genoux
Les Japonais vivaient beaucoup assis à même le sol[réf. souhaitée]. Ils ont donc développé des techniques pour pouvoir faire face à une attaque alors qu'ils étaient assis. Les mouvements peuvent se faire lorsque les deux partenaires sont debout (tachi waza, 立技), lorsque les deux partenaires sont assis (suwari waza, 座技), ou bien lorsque aite (l'attaquant) est debout et tori (le défenseur) est assis (hanmihandachi waza, 半身半立技).

##### Travail à genoux: Suwariwaza - 座技
Le travail à genoux permet :
- de renforcer naturellement la souplesse et la force des jambes ;
- de travailler le mouvement (un principe de base est de ne pas compenser la faiblesse technique par la force) ;
- d'expérimenter des rapports de taille et de force différents de ceux rencontrés debout ;
- de s'obliger à garder le haut du corps à la verticale ;
- d'obliger le travail avec les hanches plutôt qu'avec les jambes ;
- de travailler le rapport de distance tori / aite avec plus de précision.

Ce travail peut cependant présenter un risque d'aggraver des problèmes de genou, voire d'en créer s'il est mal pratiqué. Pour cette raison, il est aujourd'hui moins pratiqué.

##### Hanmi handachi waza - 半身半立技
Dans ce travail, aite, debout, attaque un tori à genoux. Ce travail cumule les difficultés inhérentes au travail à genoux et le fait que la position debout donne un avantage à aite en termes de puissance et de capacité de déplacement. Ce travail oblige ainsi à une grande précision dans l'obtention du déséquilibre pour tori.

#### Rôle de l'attaquant (aïte,uke)
L'aïkido insiste sur le fait que, alors que tori exécute la technique d'aïkido et sort théoriquement « vainqueur » de chaque rencontre, l'attaquant gagne aussi en expérience en suivant correctement la technique, en étant de façon répétitive « projeté » ou amené au sol et subissant une clef. La plupart du temps, le terme aïte est préféré en aïkido à celui de uke, car le pratiquant progresse et travaille quelle que soit sa situation et son rôle dans la pratique. Même en tant qu'attaquant, il faut être attentif et prêt, ce qui correspond plus au terme de aïte alors que pour l'aïkido uke est plus passif.
Aïte doit rester actif en permanence et toujours garder une attitude martiale, comme s'il cherchait en permanence une faille pour frapper, bloquer, ou retourner la situation ; il existe d'ailleurs des techniques de retournement (kaeshi waza), aïte ne pouvant retourner la situation que s'il a une attitude « parfaite ». La tentative d'échapper à l'action de tori est par ailleurs le moteur de certains mouvements, comme irimi nage : aïte est amené vers le sol en pivotant, et lorsqu'il essaie de se rétablir, tori utilise ce mouvement pour le projeter en arrière, s'il n'essayait pas de se rétablir, aïte serait en bien plus mauvaise posture puisque dans l'impossibilité de parer un atemi.
Grâce à son travail en tant qu’aïte, un pratiquant apprend indirectement les sensations de tori. La progression se faisant dans le même temps pour tori et aïte. Même s'il existe une certaine codification du travail d’aïte, tori doit être en mesure de pratiquer l'aïkido avec des non aïkidokas.

#### Richesse des combinaisons —takemusu aiki(武産合気)
Il n'existe qu'un nombre relativement réduit de principes techniques, mais chaque technique peut se faire à partir d'une prise ou d'un coup différent de la part de uke, en omote ou en ura (mais pas toujours), debout ou à genoux. Ainsi, le nombre de situations est en fait important, sans compter la possibilité, à haut niveau, de changer de technique en cours de route (henka ōyō waza), ou bien de retourner la situation (kaeshi waza, uke reprend l'avantage et devient tori).
Par ailleurs chaque technique peut posséder un nombre très élevé de variantes. L'exécution de beaucoup de techniques peut de plus être amenée à varier selon les niveaux de pratique,. Morihei Ueshiba nommait cette richesse, cette possibilité de « création infinie », takemusu aiki. Le terme takemusu aiki désigne l'aïkido comme source de tous les arts martiaux ; non pas sur un plan historique, mais en tant qu'art contenant les éléments de base utilisés dans tous les autres arts martiaux : gestion de la posture, des distances, même si les postures et distances sont différentes dans les autres arts martiaux.

#### Meguri
Mise en place d'une rotation du poignet, permettant de mobiliser uke, de le diriger.
Ce mouvement qui part du seka tanden (centre) est transmis par les chaînes musculaires et énergétiques. La mise en place de ce mouvement a été largement développée par Hirokazu Kobayashi (1929-1998).

#### Un exemple: ikkyō

Ikkyō (premier principe) : contrôle du centre par le coude. aucune action n'est effectuée sur le poignet. Le contrôle du centre se retrouve dans toutes les techniques de l'aikido.

La technique fondamentale ikkyō — littéralement, « premier principe » — Tout le mouvement du corps de tori est identique à celui d'une coupe au sabre. Ikkyō peut se faire :
- sous la forme omote : tori avance en direction de uke (irimi, tori « entre » et vient « prendre le centre » de uke), et effectue un mouvement de coupe de sabre en direction de la tête de uke ; il passe devant uke pour l'amener au sol ;
- sous la forme ura : tori effectue un mouvement de coupe de sabre (shomen-uchi). Puis pivote (tai sabaki, tenkan) ; tori se retrouve dans la même direction de uke, le déséquilibre et la rotation l'amènent au sol.

Ikkyō donc peut se décliner en

Ikkyō : formes omote (devant) et ura (derrière)

- ai hanmi katate dori ikkyō omote : uke saisit le poignet opposé, tori entre (irimi) en levant les mains et fait la forme omote ;

- ai hanmi katate dori ikkyō ura : idem mais forme ura ;
- gyaku hanmi katate dori ikkyō omote : uke saisit le poignet lui faisant face, tori entre (irimi) en portant un atemi, saisit le poignet de uke avec sa main libre puis fait la forme omote ;
- kata dori men uchi ikkyō omote : uke saisit l'épaule de tori, tori frappe uke à la tête en « piquant » avec les doigts, uke recule le buste et bloque la frappe ; tori profite de ce déséquilibre pour pivoter (tenkan), entraînant ainsi uke, et fait la forme omote ;
- suwari waza shomen uchi ikkyō omote : les deux partenaires sont à genou, uke porte une attaque à la tête, tori reçoit (pare) avec son bras et effectue ikkyō sur le bras d'attaque ;

## La pratique des armes

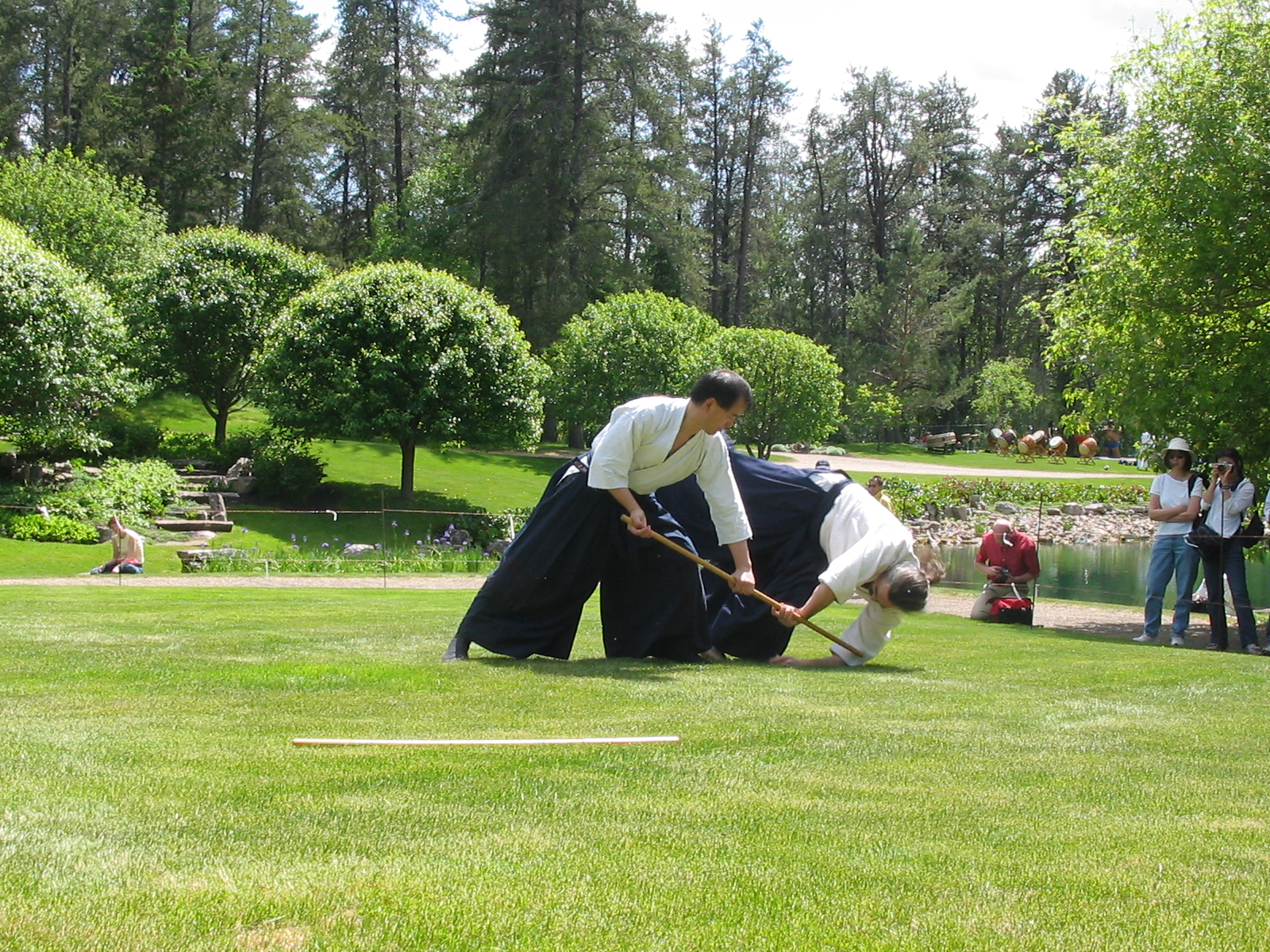
Travail au bâton contre mains nues : le pratiquant de gauche neutralise une attaque au bâton du pratiquant de droite et l'amène à une chute.

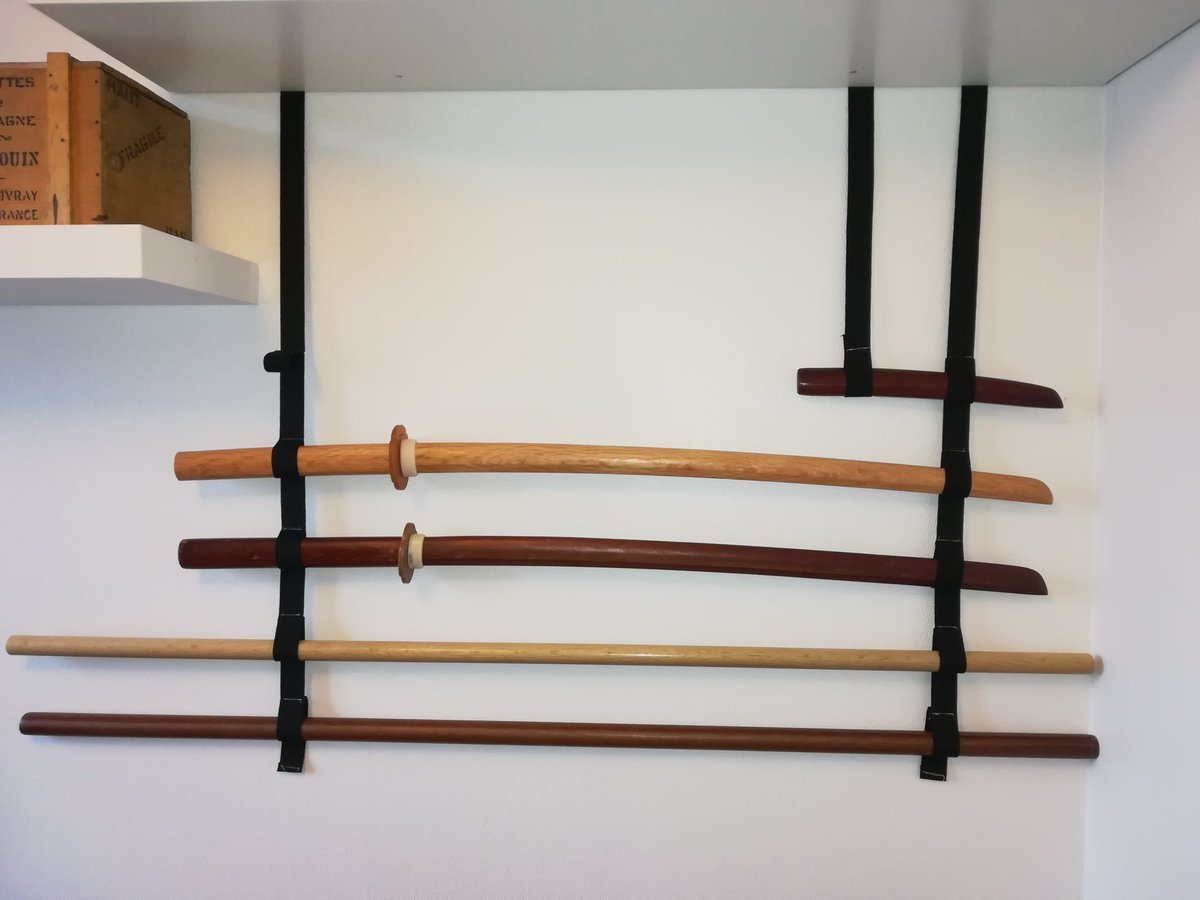
Katana-kake (support) pour armes d'entraînement en aïkido (tantō, bokken et jō)

En plus des techniques à main nues, l'aïkido comporte l'étude du maniement d'armes en bois : le sabre ou bokken (aikiken), le bâton ou jō (aikijo), le couteau ou tantō, et de façon plus anecdotique, le juken (baïonnette), arme dans laquelle excellait le fondateur et qui lui avait valu d'en être formateur à l'armée avant et pendant la guerre russo-japonaise (1904-1905).
Le fondateur a réuni dans le jō des techniques de lance, de sabre de naginata (fauchard) et de Jūkendō (Baïonnette). La technique de sabre qu'il a développée est singulièrement différente du kenjutsu des koryu (écoles traditionnelles). C'est surtout à l'étude de cette dernière que le fondateur consacra son énergie en ce qui concerne les armes.

### Histoire
En réalité, Morihei Ueshiba n'a jamais enseigné directement la pratique des armes, ni lors des stages qu'il donnait régulièrement, ni lors des cours qu'il dispensait à l'Hombu Dojo, le dojo central de l'aïkido à Tokyo. Toutefois, comme il les pratiquait presque chaque jour dans son dojo personnel devant un nombre restreint d'élèves, ceci explique leur relative méconnaissance. La transmission de cette pratique s'est faite essentiellement par les plus gradés de ses uchi deshi (étudiant admis à résider dans le dojo) : Hikitsuchi Michio, Sadateru Arikawa et Morihiro Saito. Ce dernier a vécu 23 ans auprès du Fondateur et, après la mort de celui-ci, a regroupé les techniques qu'il avait apprises et il a élaboré différents exercices pour permettre leur enseignement. Il existe ainsi dix kumijo (jo contre jo) et cinq Kumitachi (ken contre ken), tous sujets à de nombreuses variantes, plus ce que le fondateur nommait « son œuvre » : Ki Musubi No Tachi. Leur validité martiale est manifeste, Morihei Ueshiba ayant d'ailleurs étudié de nombreuses koryu. Ainsi, on note des ressemblances évidentes entre certaines techniques du sabre de l'aïkido et celles de la koryu Kashima Shinto Ryu (par exemple, entre « ichi no tachi » —aïkido— et le premier kata « ipommé » —Kashima Shinto Ryu—).
La place des armes dans l'aïkido est l'objet d'un vif débat : peu d'écoles en maîtrisent réellement la pratique et les techniques à mains nues occupent donc généralement l'immense majorité du temps d'étude.
Dans la branche Iwama ryu (élèves de Morihiro Saito), la pratique des armes, bukiwaza (武器技), est mise sur le même plan que celle à mains nues (taijutsu). La pratique du bokken y est appelée aikiken et la pratique du jō aikijō. Maître Saito expliquait que pour le fondateur, l'aïkido était l'étude du bukiwaza et du taijutsu, et que ces deux éléments sont indissociables.

### Pratique
Par la répétition d'exercices (les suburis qui peuvent être envisagés comme un alphabet de mouvements élémentaires), le pratiquant vise, entre autres, à réaliser l'unité du corps avec le ken ou le jo qui doivent ainsi véritablement devenir le prolongement de son corps. Par extension de ce principe, la sensation doit devenir la même avec un partenaire qui doit être maîtrisé de la même façon et suivant les mêmes principes.
La pratique des armes permet également d'appréhender différentes distances face à un ou plusieurs adversaires (maai), de travailler une posture correcte (shisei) et de vaincre l'appréhension des armes. Bien que la plupart des techniques d'aïkido (issues principalement des 118 techniques de base du Daito-ryu) soient des techniques développées, non pas à partir de techniques d'armes, mais soit de lutte à mains nues, soit de défense à mains nues contre un attaquant armé, l'étude des armes peut parfois être utile à la compréhension de certaines techniques à mains nues via certains parallèles.
En effet, une grande quantité de mouvements est dérivée des techniques utilisées par les guerriers armés, ou de techniques utilisées pour désarmer l'adversaire. De plus, la visualisation d'un mouvement avec un sabre donne une conception plus claire du mouvement à effectuer à mains nues. Les techniques de sabre ont eu une grande importance dans l'élaboration de l'aïkido par Maître Ueshiba.
On peut aussi considérer que, fondamentalement, une technique d'aïkido ne peut se réaliser efficacement que si « l'entrée », l'instant de mise en relation entre les deux protagonistes au moment de l'attaque, est réussie. C'est l'instant « aïki », fraction de seconde où l'harmonie est ou n'est pas, que le génie martial de Moriheï Ueshiba a su percevoir et développer. La pratique des armes permet de se focaliser principalement sur cet instant.
La pratique des armes est très diverse :
- jo contre jo ;
- jo contre mains nues / mains nues contre jo, pratique appelée « jo nage » lorsque l'adversaire saisit votre jo ; ou « jo dori » lorsqu'il vous attaque avec un jo ;
- bokken contre bokken, pratique appelée « ken tai ken » ;
- bokken contre mains nues / mains nues contre bokken, pratique appelée « tachi dori » ;
- bokken contre jo, pratique appelée « ken tai jo » ;
- tanto contre mains nues, pratique appelée « tanto dori » ;
- juken (baïonnette) contre mains nues, pratique appelée « juken dori » dont Moriheï Ueshiba fut longtemps instructeur pour les armées impériales.

L'apprentissage peut comporter plusieurs types d'exercices :
- suburi : mouvements réalisés seul et destinés à développer la maîtrise des armes et à apprendre différents coups et postures ;
- awase : applications avec partenaire des suburi destinées à travailler l'harmonisation ;
- kumijo et kumitachi : séquences de combat stéréotypées avec partenaire ;
- kata : suite codifiée de coups et techniques pouvant s'exécuter seul ou à plusieurs.

Une autre arme est pratiquée dans certaines écoles d'aïkido : le bō (bâton long) ainsi que le bâton court ou tambō. La pratique du bō permet d'abord la juste position des hanches et des pieds, qui est la même qu'à mains nues.
Aux États-Unis, certains dojo enseignent également des techniques de désarmement avec des pistolets en mousse ou en bois, tandis qu'en Afrique, certains dōjō pratiquent des techniques de défense contre différents types de machettes.
Au niveau des passages de grade, le travail à mains nues contre le jō ou le tantō est généralement exigible à partir du premier kyū. Le travail au bokken, contre mains nues ou contre un autre bokken, est exigible à partir du troisième dan. Des différences existent là aussi d'une école à l'autre.

## Concordance des énergies (principe d’aiki)

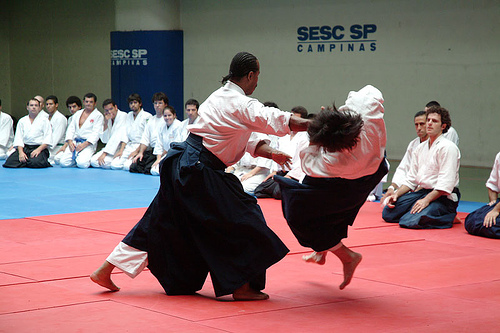
Fin d'une technique de projection (naname kokyo nage ou sokumen irimi selon la nomenclature utilisée). Le pratiquant de gauche vient de déplacer son corps vers sa droite, entraînant la chute de son partenaire.

L'aïkido se base sur le principe de la « concordance des énergies ». D'un point de vue martial, cela se comprend de trois manières :
- unir les énergies de son propre corps (via le seika tanden) pour agir, coordonner les bras et les jambes ; notamment, on s'attache à mouvoir les deux mains ensemble (comme si elles tenaient un sabre) en maintenant une certaine extension des bras, afin de mieux transmettre le mouvement au partenaire (par un effet de levier) et de maintenir une distance de sécurité (gestion de la distance, ma ai) ;
- unir les énergies des deux partenaires[30] : tori ne va pas s'opposer à uke mais va au contraire accompagner son mouvement, s'accorder à son rythme (gestion du rythme, autre sens de ma ai) ; alors que uke s'attend à rencontrer une résistance, il rencontre en fait le vide, et même une assistance pour poursuivre son mouvement, ce qui provoque sa chute (la sensation est similaire à une porte qui s'ouvre au moment où on essaie de l'enfoncer). Pour prendre une image : lorsque l'on étaie un mur, le mur et l'étai sont en opposition, ils se renforcent mutuellement ; de même si tori s'oppose à uke, il le renforce sur ses positions, il le stabilise, alors que s'il l'accompagne dans son mouvement, il maintient le déséquilibre ;
- agir comme un intermédiaire entre un état de violence et un état où la violence n'est plus : on laisse la violence se déployer où elle ne peut nuire. On peut comparer la personne qui agit de cette façon à un « passeur d'orages » : non pas celui qui empêche les orages de tomber, mais celui qui les dirige de manière qu'ils ne fassent pas de dégâts. Il ne cherche pas à dominer, mais à débloquer là où il y a fixation (sur une émotion, sur la violence ou l'attaque comme telle, etc.). Après le déblocage, il ne conduit pas consciemment la violence – ce serait là une forme de domination – mais la laisse couler vers un endroit où elle ne peut nuire[7].

On peut y voir une progression :
- partant du niveau psychomoteur (« l'esprit et le corps », unir nos propres énergies) ;
- au niveau technique (s'unir avec l'énergie des autres et par là créer un vide) ;
- puis au niveau mental (« être » le vide, le non-manifesté, voir Budo > Budo et spiritualité).

Il serait bien sûr futile d'essayer d'« être le vide » avant d'être capable d'en créer un ou d'essayer de s'unir avec des énergies extérieures lorsqu’on n’est pas encore capable d'unir ses propres énergies internes. Un concept de progression semblable se retrouve dans l'enseignement du Tenshin Aïkido : on commence par le gō (剛, dur : nos techniques sont angulaires, exécutées avec force), ensuite vient le jū (柔, flexible : nos techniques deviennent flexibles, on se sert de la force de l'autre) et finalement le ryū (流, flux : nos techniques « coulent » comme de l'eau, on laisse passer la force de l'autre).
Pour cultiver cette notion de l'énergie, on pratique en début et en fin de séance des exercices respiratoires. Dans la symbolique taoïste, ces exercices sont là pour mettre en mouvement l'énergie vitale (le ki, qui signifie aussi le souffle).
Morihei Ueshiba était aussi un adepte de la secte shintoïste Ōmoto-kyō. Une de ses intentions, en fondant l'aïkido, était de promouvoir la paix et l'harmonie entre les êtres, afin de créer une société meilleure. Le terme « concordance des énergies » renvoie donc également à une conception de la société où les gens coopéreraient entre eux vers la paix et l'harmonie plutôt que de s'affronter. Dans sa dimension mystique la plus extrême, il considérait l'aïkido comme une prière gestuelle, semblable aux mudrâ bouddhiques, associée à une prière vocale, le kotodama.

## Forme, attitude et efficacité martiale
L'enseignement de l'aïkido se fait essentiellement par la répétition de techniques de base. La maîtrise de chaque point d'une technique est indispensable à son fonctionnement. Le but de ces formes est aussi de travailler l'attitude. En effet, un mouvement ne peut être réussi que si :
- tori est toujours stable, il doit donc avoir une attitude « parfaite » (shisei - 姿勢) ;
- tori gère les ouvertures (possibilités d'attaque) et fermetures (empêcher uke de contre-attaquer), en gérant les distances, les directions et le rythme du mouvement (maai - 間合) ;
- tori coordonne ses mouvements et les harmonise pour maîtriser uke sans que celui-ci rencontre une opposition qui lui permettrait de se raffermir (aiki) ;
- uke est toujours en déséquilibre, ce qui implique un travail sur les directions, l'extension des bras et la continuité du mouvement (ki no nagare).

Cette attitude est très importante et indispensable aux progrès. Dans un combat réel, un mouvement ne présentant pas la plus parfaite exactitude est inefficace. L'efficacité martiale, pour un aïkidoka, ne réside pas dans l'agressivité qui mène à la destruction, mais dans l'attitude.
Une des manières d'évaluer la justesse martiale est de marquer des atemi (coups) (par exemple lancer la main ouverte ou le poing vers le visage du partenaire pour simuler un coup de poing) : si tori a la possibilité de frapper, c'est que son attitude est correcte, et si uke peut frapper, c'est que tori a fait une erreur. Le port de tels coups est indispensable sur certaines techniques, la réaction de uke à ce coup étant utilisée. Mais il n'est pas nécessaire de porter réellement ces coups. Certaines branches de l'aïkido vont jusqu'à supprimer le marquage des atemi, ce qui n'est pas sans susciter des controverses[réf. nécessaire].
C'est ainsi que l'aïkido peut se prétendre à la fois « martial » et « non-violent » : il n'est pas nécessaire d'être violent pour être efficace martialement, l'être est même contre-productif en aïkido.
Pour des raisons pédagogiques, les mouvements sont parfois montrés avec une grande amplitude, alors qu'en combat réel les mouvements courts sont plus efficaces (rapidité et économie d'énergie). Les mouvements se raccourcissent spontanément avec la tension nerveuse (stress) de l'agression, ils raccourcissent également au fur et à mesure de la progression du pratiquant.
La pratique régulière et assidue de l'aïkido permet aussi de préparer un individu physiquement (souplesse, rapidité, musculature), mentalement (calme et maîtrise de soi) et techniquement (respect de la distance de sécurité, ouverture, placement, gestion de plusieurs attaques simultanées).

### La garde:kamae- 構え

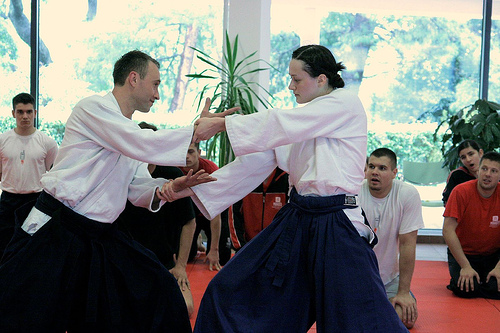
La pratiquante de droite vient d'attaquer par une saisie simultanée des deux poignets de face mae ryote dori.

La garde de base en aïkido est la position hanmi (san kaku 三角, littéralement « trois points », en triangle). Le pied avant est dans l'alignement de la jambe, le pied arrière ouvert avec un angle d'environ 50° par rapport à l'axe du pied avant. Le poids est réparti sur la plante des deux pieds, les talons très légers. Dans cette position les hanches se placent naturellement de trois quart.
Cette position est intermédiaire entre la garde iaidō (les pieds sont parallèles, les hanches complètement de face) et la garde de karaté, où les hanches sont profilées pour réduire la zone d'impact et permettre d'armer les coups de pied. L'objectif de cette garde est d'obtenir une bonne mobilité dans toutes les directions.
On rencontre également la position hitoemi (一重身). Hitoemi signifie « le corps d'une unique épaisseur ». Hitoemi consiste à se tenir debout en ayant la pointe des orteils sur une même ligne droite. C'est une posture où l'on présente totalement le côté du corps au partenaire. C'est la garde kamae de base au jo ainsi que l'attitude que l'on assume au sabre lorsque l'on exécute tsuki.
Excepté dans le style Yoshinkan ryû, il n'y a pas de position particulière pour les mains en aïkido. Le but principal de cette « absence de garde » pour les mains est simple : cela évite de les mettre en avant, et donc de les exposer à une éventuelle arme cachée de l'adversaire (comme un couteau dans la manche). On désigne ceci par l'expression shizen tai (position naturelle).

## La tenue
La tenue de base est le keikogi (vêtement d'entraînement), appelé à tort « kimono ». Il se compose d'une veste et d'un pantalon en coton blanc. La veste est fermée par une ceinture (obi). Il s'agit du même qu'en judo, bien qu'il existe des vestes spécifiques dont les manches sont raccourcies afin de faciliter la saisie des poignets.
Lorsque le professeur estime que l'élève a acquis une technique satisfaisante, il l'autorise à porter le hakama, une sorte de pantalon flottant noir ou bleu foncé. Cependant, selon les dojos et les écoles, le port du hakama peut varier : le pratiquant est autorisé à le mettre dès le début (car il s'agit de la tenue traditionnelle), à partir du troisième, deuxième ou premier kyū.
L'aïkido se pratique pieds nus sur le tatami (ou, à défaut de tatami, sur un tapis), mais l'étiquette enseigne qu'il faut s'y rendre avec des chaussures pour des raisons d'hygiène ; les pratiquants utilisent en général des nu-pieds appelés zōri. Les zōri doivent être disposées perpendiculairement au tatami, la pointe en direction de l'extérieur afin de pouvoir repartir rapidement.

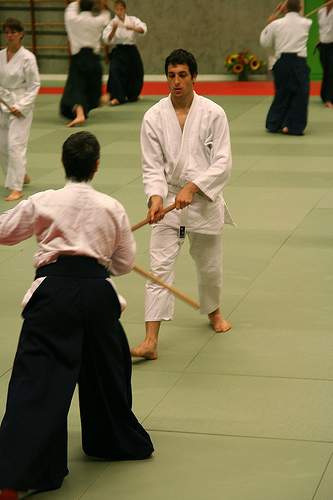
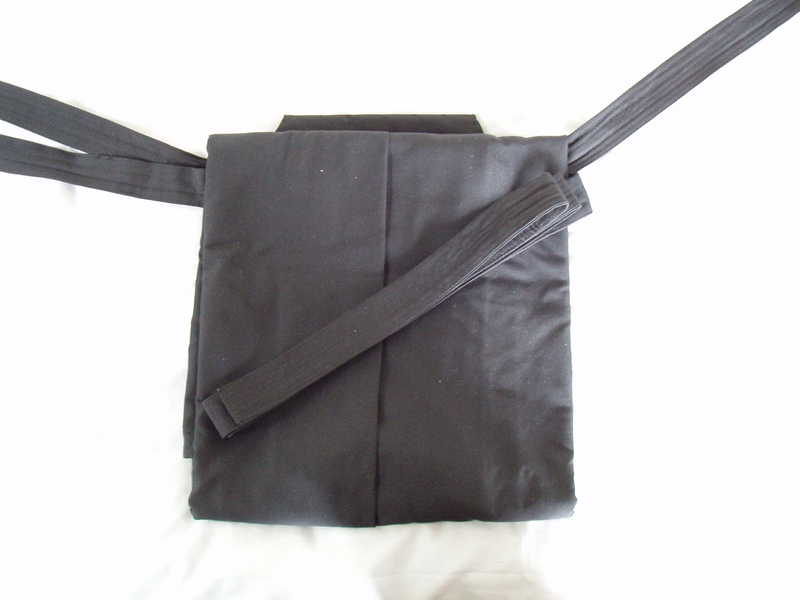
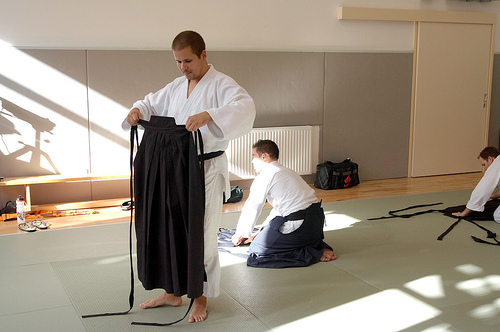
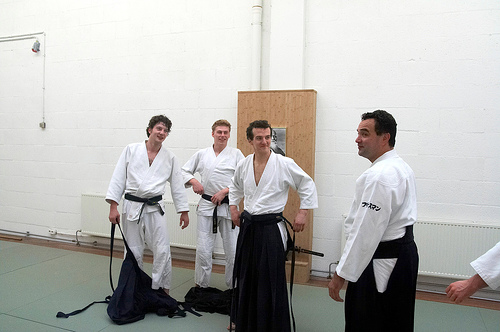

## Les grades
Morihei Ueshiba donnait initialement à certains élèves des certificats traditionnels d'aptitude. Par exemple, Minoru Mochizuki reçu en 1932 un hiden mokuroku en Daito-ryu Aiki-jujutsu, certificat attestant de la maîtrise des 118 techniques de base équivalent de nos jours au 5e dan (selon Rinjiro Shirata, le contenu de ce mokuroku est le même que celui du livre Budo Renshu publié en 1933,). On sait cependant qu'il adopta le système de Dan avant la Seconde Guerre mondiale puisque Shigemi Yonekawa reçut le 6e dan en 1940. Le système des grades dan dans les Budō est développé au Japon par Jigorō Kanō dès le XIXe siècle afin de remplacer le système traditionnel de certificats d'aptitude permettant d'enseigner (soit en succédant au maître, soit en fondant sa propre école). Cela en créant des étapes intermédiaires, plus modernes et progressives, les grades kyū et dan.
Dans certaines écoles d'aïkido (car ce n'est pas systématique), le débutant se voit attribuer le grade sixième kyū, puis progresse jusqu'au premier kyū. Les passages de grade kyū se font au dojo (lieu de pratique) par le professeur lui-même. Puis, le pratiquant passe le premier dan (devant un jury ou son professeur en fonction des écoles et/ou des pays, certaines écoles traditionnelles n'admettent aucune forme d'examen, les grades sont accordés de manière discrétionnaire par le professeur qui observe l'évolution de ses élèves), le grade le plus élevé étant le dixième dan (accordé uniquement à titre posthume ou exceptionnellement pour des personnes de très haut niveau).
Il n'existe en aïkido que deux couleurs de ceinture : blanc et noir. On porte la ceinture blanche du sixième au premier kyū, puis la ceinture noire à partir du premier dan. Certains dojos utilisent des ceintures de couleurs (blanc, jaune, orange, vert, bleu, marron, noir) différentes pour marquer le niveau, et ainsi donner des repères de progression aux jeunes pratiquants, parfois aussi aux adultes.
Le hakama était la tenue communément portée dans les koryu (les écoles traditionnelles d'arts martiaux), bien que la forme et la couleur n’aient pas forcément été uniformisées, même au sein d'une même école (la formalisation provient probablement de la restauration Meiji) et un certain nombre de Budo modernes, dont l'aikido, ont gardé cet usage. Il est dit que Ô sensei interdisait quiconque ne portant pas le hakama à entrer dans le dojo, même les visiteurs. Cependant pendant la période d'après guerre, les élèves ne pouvaient plus se payer les hakama, Ô sensei autorisa donc ses élèves à pratiquer sans hakama le temps qu'ils économisent pour s'en payer un,. Depuis lors certains de ses élèves ont cru que le hakama avait une portée honorifique. C'est pour cela qu'aujourd'hui beaucoup de professeurs autorisent le port du hakama lorsqu'ils estiment que le pratiquant a atteint un niveau suffisant. Selon les dojos, cela se fait au troisième kyū (équivalent de la ceinture verte au judo) ou au premier kyū (équivalent à la ceinture marron) ou avant (voir « La tenue » ci-dessus). Toutefois, certaines écoles ne l'autorisent qu'à partir du premier dan.
La ceinture noire n'est pas une marque de maîtrise, le pratiquant de niveau premier dan est un étudiant (shodan) qui a acquis les bases. Les usages peuvent toutefois varier d'une école à l'autre. Dans certains dojos, l'étude, qu'on appelle bukiwaza, des techniques avec armes (bokken, jō, etc.) est considérée comme indissociable de l'étude des techniques à mains nues (taijutsu). Une progression en parallèle dans ces deux domaines est obligatoire ; on ne peut, par exemple, prétendre passer le troisième kyū en taijutsu si l'on n'a pas atteint au minimum le quatrième kyū en bukiwaza, et inversement, de sorte qu'il y a à tout moment au plus un kyū, ou un dan, de différence entre le niveau dans ces deux domaines de pratique.

## Le Kiaï et les sons en aïkido (kototamaoukotodama)
Habituellement dans les dojos d'aujourd'hui, la pratique de l'aïkido est silencieuse. Cependant, dans l'enseignement de Morihei Ueshiba, l'exécution des techniques étaient accompagnée de Kiaï, certains mouvements (en particulier des enchaînement au Jo) s'accompagnaient de l'articulation de sons, les kotodama.
Outre pour l'attaque, des katas, les kotodama sont aussi utilisés pour la méditation, en Ki Aïkido. L'invocation shintoïste "TOHO KAMI EMI TAME" est utilisée lors des exercices de respiration en position seiza.

## Étiquette
Comme dans tous les budo, l'étiquette, ou reishiki, a une importance particulière en aïkido. En effet, on peut voir les arts martiaux comme reproduisant des situations de combat dans un cadre pacifique (l'entraînement). L'étiquette vise alors à garantir l'intégrité physique — éviter les blessures — et mentale — éviter les situations de domination — des pratiquants, mais aussi à garder à l'esprit que l'on est en situation de combat, ce qui fait la différence avec d'autres activités sportives.

## L'aïkido à travers le monde
- La fin de la Seconde Guerre mondiale voit apparaître un hiatus dans l'enseignement de tous les arts martiaux japonais, et l'aïkido est le premier en 1948 à pouvoir rouvrir les portes de ses dojos. Ayant toujours vu son art comme un cadeau à l'humanité, Morihei Ueshiba fait tout ce qui est en son pouvoir, lui qui ne parle que le japonais, pour promouvoir l'aïkido au niveau international en envoyant des émissaires en Europe et en Amérique, et en ouvrant ses portes aux étrangers qui veulent le pratiquer au Japon.
- Des techniques de combat variées se sont inspirées de l'aïkido en y mêlant des techniques de sports de combat : à titre d'exemple, le Real Aikido d'origine serbe et dont la vocation est de parfaire le self-defense. Néanmoins, l'esprit combatif, volontaire et très pragmatique de ces techniques semble très différent de l'attitude défensive, de l'esprit pacifique et convivial promus par Morihei Ueshiba, et ne permet pas de les catégoriser dans les pratiques d'Aïkido.

### L'aïkido dans le monde
Selon les chiffres publiés par l'Aikikai, l'aïkido rassemble, dans les années 2010, 1,6 million de pratiquants dans 95 pays, 44 d'entre eux étant officiellement reconnus par le Hombu Dojo.

### L'aïkido en France
Hors du Japon, la France est l'un des pays qui compte le plus de pratiquants d'aïkido, avec plus de 60 000 licenciés.
L'aïkido est tout d'abord arrivé en France dans sa forme ancienne, l'aïki-budo, introduit par Minoru Mochizuki, qui fut envoyé par le Kodokan en 1951. En 1952, Tadashi Abe, missionné quant à lui par l'Aïkikaï, arrive en France et y reste pendant 8 ans pour y diffuser l’aïkido. Il crée les séries et co-écrit deux manuels avec Jean Zin. Tadashi Abe est un guerrier redoutable qui blesse parfois ses uke. Il voyage beaucoup et enseigne alors à Pierre Chassang, Georges Rousseau, Jean Delforge, etc. C'est lui qui encourage André Nocquet à partir au Japon. Quand celui-ci rentre, il succède à Tadashi Abe comme représentant de l'aïkido en France. Très vite, d'autres Japonais arrivent cependant : Masamichi Noro (1961) et Mutsuro Nakazono (1961) puis Nobuyoshi Tamura (1964).
L'aïkido est exposé en 1964 au grand public par un documentaire de l'émission télévisée Les Coulisses de l'exploit, qui lui est consacré et contient un entretien avec le fondateur Morihei Ueshiba, avec les premiers maîtres français dont André Nocquet ainsi qu'avec des pratiquants ; le documentaire est commenté par le journaliste Thierry Roland.
La FFATK (Fédération Française d'Aïkido, Taï-Jitsu et de Kendo) fut créée en 1958 par Jim Alcheik et Émile Blanc. Ensuite l'aïkido fut pratiqué au sein de la fédération de judo, la FFJDA mais il s'en est séparé en 1982 avec la création de deux fédérations :
- la FFLAB (Fédération Française Libre d'Aïkido et de Budo) en 1982, qui devient en 1985 la FFAB (Fédération Française d'Aïkido et de Budo) ;
- la Fédération Française d'Aïkido, Aïkibudo et Affinitaires (FFAAA) en 1983 qui devient la Fédération française d'aïkido, aïkibudo kinomichi et associées en 2019[réf. nécessaire].

Agréées par le ministère de la Jeunesse et des Sports en 1985, ces deux fédérations sont régulièrement invitées à la fusion de la part des pouvoirs publics. À la suite de l'arrêté ministériel du 4 février 2025, la Fédération Française d'Aïkido et de Budo (FFAB) est désormais la seule fédération habilitée à délivrer les grades dan reconnus officiellement en France. Cette prérogative est exercée par l'intermédiaire de la Commission Spécialisée des Dan et Grades Équivalents (CSDGE), qui est maintenant placée sous l'autorité de la FFAB. Outre ces deux fédérations, il existe un grand nombre de groupes où les différences sont d'ordre pédagogique, technique, spirituel, personnel, hiérarchique, sportif, etc. Ces groupes ont leurs structures et systèmes de délivrance de grades propres dont les titulaires ne peuvent se prévaloir publiquement sans risquer des poursuites — à moins d'en préciser systématiquement l'origine. Du fait des grandes différences d'une école à l'autre, chaque aïkidoka doit nécessairement indiquer la source de la valeur attribuée à sa compétence. Il n'existe pas à ce jour de tableau des équivalences entre grades, ceux décernés au Japon paraissant les plus légitimes et authentiques.
Dans les années 1990, une des branches de l'Aïkido, le Ki Aïkido, s'installe en région parisienne, Normandie et Bretagne.
Pendant que Tadashi Abe enseignait l'Aïkido en France, Kenshiro Abbe faisait de même en Angleterre dans les années 1950. Ken Williams y devint le plus jeune troisième dan non-japonais, et premier assistant non-japonais à l'époque. Il fit venir Tadashi Abe pour enseigner à son élève Ken Williams, qui développa l'Aikikai anglais dans les années 1960.
Après avoir étudié auprès de Koichi Tohei (directeur technique de l'Aïkikai des années 1950-60, dont l'enseignement fut influencé par Tempu Nakamura, créateur du yoga japonais Shinshin Toitsu Dou) au Japon dans les années 1970, il fonda la Ki Federation of Great Britain pour enseigner le Ki Aïkido. Les clubs parisiens sont affiliés à sa fédération anglaise.
Seule l'UFA (structure chapeautant les deux principales fédérations françaises d'aïkido, FFAB et FFAAA) est reconnue par la Fédération internationale d'aïkido.

#### Ouvrages sur l'aïkido
- (en) Adele Westbrook et Oscar Ratti, Aikido and the Dynamic Sphere, Tokyo, Japon, Charles E. Tuttle Company, 1970, 17e éd., relié (ISBN 978-0-8048-0004-4)
- Morihei Ueshiba (trad. Ch. Tsuji,G. Blaize), Techniques de budo en aïkido : Budo renshu [« Budo Renshu »], Paris, Guy Trédaniel, 1997, 255 p. (ISBN 978-2-85707-991-0 et 2-85707-991-5) traduit de la 1re édition en langue japonaise (1933), croquis de Takako Kunigoshi
- (en) Mitsugi Saotome, Aikido & The Harmony of Nature, Boston, Shambhala, 1986, 1re éd., 251 p., poche (ISBN 978-0-87773-855-8 et 0-877738-55-6)
- Tony Thielemans, Le guide Marabout de l'Aïkido et du Kendo, bibliothèque Marabout service. 1967, éditions Gérard et Cie, Verviers, Belgique.  (ISBN 2-9509997-0-0)
- John Stevens (trad. Chr. Champclaux), L'art de la paix : Enseignements du fondateur de l'aïkido [« The art of peace: teachings of the founder of Aikido »], Paris, Guy Trédaniel, 2000 (ISBN 978-2-84445-167-5 et 2-8444-5167-5) recueil de propos de Morihei Ueshiba, traduit de la 1re édition en langue américaine, Boston, 1992
- John Stevens et Walther V. Krenner (trad. Chr. Champclaux), Aïkido, Enseignements du fondateur : Morihei Ueshiba [« Training with the Master, Lessons with Morihei Ueshiba, Founder of Aïkido »], Paris, Guy Trédaniel, 2000 (ISBN 978-2-84445-167-5 et 2-8444-5167-5) traduit de la 1re édition en langue américaine, Boston, 1999
- Morihei Ueshiba et Hideo Takahashi (trad. Seiichi Kurihara, Bruno Traversi), Takemusu Aiki, volume I, Lille, Éditions du Cénacle de France, 2006, 208 p. (ISBN 978-2-916537-00-9 et 2-916537-00-7) notes de Pierre Régnier
- Morihei Ueshiba et Hideo Takahashi (trad. Seiichi Kurihara, Bruno Traversi), Takemusu Aiki, volume II, Éditions du Cénacle de France, 166 p. (ISBN 978-2-916537-03-0) notes de Pierre Régnier
- Morihei Ueshiba et Hideo Takahashi, Takemusu Aiki, volume III, traduit du japonais par Seiichi Kurihara et Bruno Traversi, notes de Pierre Régnier, Éditions du Cénacle de France, 2011, 146 p.  (ISBN 2-916537-05-8)
- Itsuo TSUDA, Science du particulier - École de la respiration,  (ISBN 978-2-7029-0036-9)
- Jean-Gabriel GRESLÉ, Réflexions sur l'Aïkido, juin 1995  (ISBN 978-2-85707-697-1)
- D. Balta, Aikido : la voie de Maitre Ueshiba, Paris, SEM, 1988 (ISBN 978-2-907736-00-8 et 2-907736-00-0) Aspects éthiques,symboliques et historiques.
- F. Ceresa, Leçons d'aïkido : guide pratique photographique, Paris, de Vecchi, 2000 (ISBN 978-2-7328-6755-7 et 2-7328-6755-1) traduit de l'italien
- (en) Kisshōmaru Ueshiba, The Spirit of Aikido, Kodansha International, 1984, 126 p. (ISBN 978-0-87011-850-0 et 0-870118-50-1)
- Philippe Grangé, Le corps aïki : La pratique interne de l'aïkido, Noisy-sur-École, Budo Éditions, 2013, 240 p. (ISBN 978-2-84617-285-1)
- Guy Bonnefond (FFAB) et Louis Cleriot (FFAAA), Histoire de l'aïkido : 50 ans de présence en France, Budo Éditions, 2000.  (ISBN 978-2-84617-000-0)
- Guy Bonnefond, Aïkido Memento de la formation commune et spécifique : (préparation au brevet d'État, degrés 1b et 2h), Vigot Éditions, 1996.  (ISBN 978-2-71140-760-6)
- Guy Bonnefond et Nobuyoshi Tamura, Aïkido : Méthode nationale, 1977, 260 p. (ASIN B0014M13LI)
- Serge Dufoulon, "Le corps et la beauté dans l'Aïkido : Du singulier à l'universel" in The Conversation, juin 2018
- Philippe Doussin, Comprendre l'Essence du Budo, Budo Edition 2011
- Philippe Doussin, La Voie de l'Aïki, en quête du geste vrai, Budo Edition 2018

#### Ouvrages sur Morihei Ueshiba
- John Stevens (préf. Kisshōmaru Ueshiba), Budo : les enseignements du fondateur de l'aikido [« Budo, teachings of the founder of aikido »], Paris, Budostore, 1991 (réimpr. 1994) (ISBN 978-2-908580-39-6 et 2-908580-39-X) recueil de propos de Morihei Ueshiba par l'auteur (1991)
- Bruno Traversi (collectif), Les Carnets de Takemusu Aiki Vol. I - Le corps et le sabre (2nd ed.), France, Éditions du Cénacle de France, 2015, 120 p.  (ISBN 978-2916537139)
- Bruno Traversi (collectif), Les Carnets de Takemusu Aiki Vol. II - L'éducation et l'art du sabre selon Ueshiba Morihei, France, Éditions du Cénacle de France, 2016, 133 p.  (ISBN 978-2916537184)
- (en) John Stevens, Abundant Peace, the Biography of Morihei Ueshiba, Founder of Aikido, Boston, Cool Rain Productions, 1987, 1re éd., 129 p., poche (ISBN 978-0-87773-350-8 et 0-877733-50-3).
- Laurent Schang, Le Fondateur de l'aïkido : Morihei Ueshiba, Paris, Pygmalion, 2004, 194 p. (ISBN 978-2-85704-830-5 et 2-85704-830-0)

#### Périodiques
- « Aïkido et aïkibudo », Karaté Bushido, Éd. Européenne de magazines, vol. 19, no hors-série,‎ mai-juin 2003 (ISSN 1248-2994)